# 杉浦喬也
杉浦 喬也（すぎうら たかや、1925年8月15日 - 2008年1月16日 ）は、日本の運輸官僚、実業家。第10代日本国有鉄道（国鉄）総裁（在任1985年 - 1987年）。従三位勲一等。

## 来歴・人物
東京市大森区で生まれ、4歳のとき父親が死亡し母親が美容師となって生計を立てた。東京府立電機工業学校（現在の東京都立産業技術高等専門学校）、旧制第一高等学校、東京大学経済学部卒業。
1951年に運輸省へ入省。入省同期に、山地進（日本航空社長・会長、運輸省鉄道監督局長）、妹尾弘人（海上保安庁長官）などがいる。1969年鉄道監督局国鉄部財政課長に就任の後、国鉄部長になる。このころ自由民主党の有力な運輸族であった三塚博・加藤六月らと親しくなる。1982年から1984年7月まで運輸事務次官を務め退官したのち、財団法人港湾近代化促進協議会会長に就任する。
1985年6月国鉄分割民営化に消極的で非分割民営化を推進していた仁杉巌第9代国鉄総裁が、当時の中曽根康弘内閣総理大臣の強い意向を受けて辞任、後任を受ける形で6月25日第10代国鉄総裁に就任した。就任後、分割民営化に反対する役員を更迭し、松田昌士・井手正敬・葛西敬之の「国鉄改革3人組」など分割民営化賛成派を本社に集め、分割民営化を強力に推進した。国鉄分割民営化後、日本国有鉄道清算事業団理事長に就任する。
1990年6月、当時の林淳司運輸事務次官の紹介により全日本空輸の常勤顧問に就任し、1991年に若狭得治のあとを受けて会長となる。その後は国際線の積極展開を図ったが、国際線事業は赤字が続くこととなり経営の足を引っ張ることとなる。
1997年5月に当時社長であった普勝清治の後継人事を巡り普勝が辞任し、それを契機に生え抜きの幹部との社内抗争に発展し会長を退いた。
1999年から国土交通省所管の財団法人運輸低公害車普及機構の会長を務めた。
1999年、勲一等瑞宝章受章。
2008年1月16日に中咽頭癌のため東京都内の病院で死去。叙従三位。葬儀・告別式は寛永寺輪王殿で行われた。